# فراگاریا (واشینگتن)
فراگاریا (به انگلیسی: Fragaria) یک منطقهٔ مسکونی در ایالات متحده آمریکا است که در شهرستان کیتساپ، واشینگتن واقع شده‌است.